# Masini live 2004
A 14 anni di distanza dalla pubblicazione del primo album, Marco Masini decide di far uscire il suo primo live, registrato a Firenze nell'aprile 2004. Masini live 2004, questo il titolo, viene pubblicato sia in doppio CD che in DVD, il quale contiene, oltre all'intero concerto, 3 video (Generation, L'uomo volante, E ti amo) e tutto il backstage.

## Tracce
CD 1
1. Se potessi rinascere (3.20)
2. Il niente (5.15)
3. Fuori di qui (4.27)
4. La libertà (4.48)
5. Generation (4.19)
6. Io non ti sposerò (3.50)
7. E ti amo (3.56)
8. Caro babbo (5.05)
9. Perché lo fai (1.31)
10. Chi fa da sé (1.34)
11. Vai con lui (2.04)
12. Fino a tutta la vita che c'è (4.23)

CD 2
1. T'innamorerai (4.07)
2. Cenerentola innamorata (5.01)
3. Ti vorrei (4.07)
4. Dal buio (3.37)
5. Ci vorrebbe il mare (5.32)
6. Raccontami di te (1.53)
7. Principessa (3.17)
8. Le ragazze serie (5.42)
9. Malinconoia (4.56)
10. Disperato (4.14)
11. Bella stronza (5.13)
12. Vaffanculo (5.46)
13. L'uomo volante (3.52)
14. 10 anni (5.33)
15. L'uomo volante (strumentale) (2.27)

## Classifiche
| Classifica (2004) | Posizione massima |
| ----------------- | ----------------- |
| Italia            | 50                |